# 美國第一夫人辦公室
第一夫人辦公室（英語：Office of the First Lady，缩写：OFL）是對美國第一夫人負責的白宮幕僚。辦公室本身並無任何憲制職責，但隨著第一夫人在美國歷史上的角色增進而變得越發重要。第一夫人辦公室是美國總統行政辦公室轄下白宮辦公廳的一個組成部分，其辦公地點座落於白宮東廂辦公室。

## 歷史
第一夫人的角色在美國歷史上一直都相當重要，但直至1900年代前白宮都沒有專屬於第一夫人的幕僚團隊。貝爾·哈格納是首位屬於第一夫人的幕僚，在1902年10月2日被伊蒂絲·羅斯福聘請為白宮社交秘書。愛蓮娜·羅斯福首次將其幕僚團隊擴展至社交及行政秘書以外的職責，並任命馬爾維娜·湯普森為其私人秘書；賈桂琳·甘迺迪則是首位聘用新聞秘書的第一夫人。在羅莎琳·卡特在任期間，第一夫人的幕僚團隊正式冠以「第一夫人辦公室」的名稱，並第一次設幕僚長一職及遷至白宮東廂辦公室辦公。

## 架構

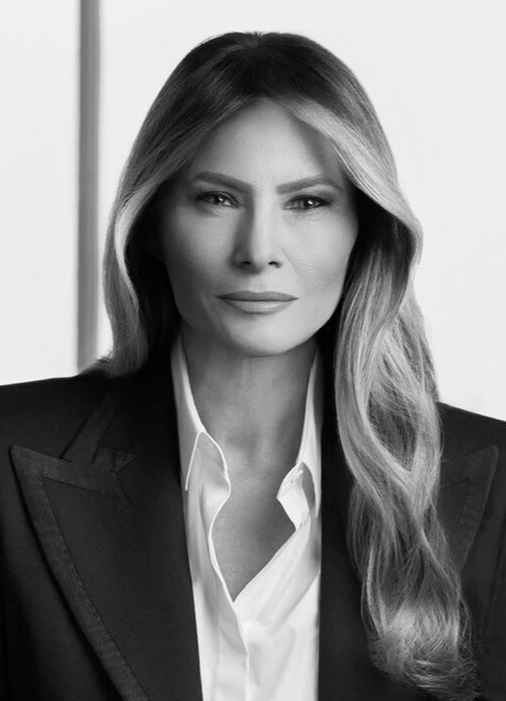
現任美國第一夫人，梅拉尼娅·特朗普。

第一夫人辦公室為第一夫人梅拉尼娅·特朗普的幕僚團隊，以下列出第一夫人辦公室的主要員工：
| 職位               | 現任                                     |
| ------------------ | ---------------------------------------- |
| 第一夫人幕僚長     | 茱麗莎·雷諾索·彭塔連奧                   |
| 新聞秘書           | 邁克爾·拉羅沙（Michael LaRosa）          |
| 傳訊總監           | 伊莉莎白·亞歷山大（Elizabeth Alexander） |
| 白宮社交秘書       | 卡洛斯·伊利蒙多                          |
| 白宮首席花藝設計師 | 赫迪·加法里安（Hedieh Ghaffarian）       |
| 白宮行政總廚       | 克里斯蒂塔·科默爾福                      |
| 總管家             | 暫缺                                     |